# Kazachstania (grzyby)
Kazachstania Zubcova – rodzaj grzybów należący do rodziny Saccharomycetaceae. Zaliczane są do drożdży.

## Charakterystyka
Mikroskopijne grzyby jednokomórkowe. Występują w produktach spożywczych. Do ich konserwacji często używa się kwasu sorbinowego i benzoesowego, które są zabójcze dla większości mikrobów. Jednakże wiele gatunków rodzaju Kazachstania wykazuje dużą odporność na te kwasy i powodują psucie się żywności (pleśnienie). Niektóre gatunki (Kazachstania telluris) to rzadkie grzyby chorobotwórcze, powodujące u ludzi grzybicę błon śluzowych i skóry.

## Systematyka
Pozycja w klasyfikacji według Index Fungorum: Saccharomycetaceae, Saccharomycetales, Saccharomycetidae, Saccharomycetes, Saccharomycotina, Ascomycota, Fungi.
Takson utworzyła R.D. Zubcova w 1971 r., nadając mu nazwę nawiązującą do Kazachstanu, ówczesnej republiki ZSRR. Synonimy:
- Arxiozyma Van der Walt & Yarrow 1984
- Pachytichospora Van der Walt 1978[4].

Niektóre gatunki:
- Kazachstania aerobia F.Y. Bai & Y.M. Cai 2004
- Kazachstania aquatica F.Y. Bai & Z.W. Wu 2005
- Kazachstania exigua Kurtzman 2003
- Kazachstania martiniae (S.A. James, J.P. Cai, I.N. Roberts & M.D. Collins) Kurtzman 2003
- Kazachstania telluris (Van der Walt) Kurtzman 2003
- Kazachstania viticola Zubcova 1971

Nazwy naukowe według Index Fungorum